# Tipula (Vestiplex) reposita
Tipula (Vestiplex) reposita is een tweevleugelige uit de familie langpootmuggen (Tipulidae). De soort komt voor in het Oriëntaals gebied.